# 上迪爾菲爾德鎮區 (新澤西州)
上迪爾菲爾德鎮區（英語：Upper Deerfield Township）是位於美國新澤西州坎伯蘭縣的一個鎮區。

## 地方資料
上迪爾菲爾德鎮區的面積為81.31平方千米，當中陸地面積為80.92平方千米，而水域面積為0.39平方千米。根據2020年美國人口普查的數據，當地共有人口7645人，而人口密度為每平方千米94.02人。